# Christophe II de Bade-Bade
Christophe II de Bade-Bade (Christoph II von Baden-Baden), né le 26 février 1537, décédé le 2 août 1575 à Rodemarchern.
Il fut margrave de Bade-Rodemachern de 1556 à 1575.

## Famille
Fils de Bernard IV de Bade et de Françoise de Luxembourg.
Christophe II de Bade-Bade épouse en 1564 la jeune Cecilie Vasa de Suède (1540-1627), fille de Gustave Ier Vasa, roi de Suède et de la reine Margaret Lejonhufvud (1540-1627). Six enfants sont nés de cette union :
- Édouard Fortunatus de Bade-Bade, margrave de Bade-Bade
- Christophe Gustave (1566-1609)
- Philippe de Bade-Rodemachern (1567-1620)
- Charles (1569-1590)
- Bernard (1570-1571)
- Jean Charles (1572-1599), il fut chevalier de l'ordre de Malte.

## Biographie
Christophe II de Bade-Bade fut le fondateur de la lignée de Bade-Rodemarchern. Jusqu'à la signature de la paix de Cambrai en 1569, Christophe II de Bade-Bade fut au service de l'Espagne contre la France. Puis il se mit au service de la Suède. Il finit sa vie sur l'île d'Ösel.
Christophe II de Bade-Bade appartint à la première branche de la Maison de Bade elle-même issue de la première branche de la dynastie de Habsbourg.